# Матч СРСР — США з легкоатлетичних багатоборств у приміщенні 1980
Матч СРСР — США з легкоатлетичних багатоборств у приміщенні 1980 був проведений 1-2 березня в Ленінграді під дахом Зимового стадіону.
У межах матчевої зустрічі змагались лише чоловіки у семиборстві.
Ці змагання стали останньою в історії матчевою зустріччю радянських та американських багатоборців у приміщенні.
Основна матчева зустріч між збірними СРСР та США 1980 року не проводилась.

### Результати
| Місце | Атлет                | Результат |
| ----- | -------------------- | --------- |
| 1     | Олександр Невський   | 6043 WIB  |
| 2     | Роберт Коффманн      | 5903      |
| 3     | Сергій Желанов       | 5873      |
| 4     | Олександр Шабленко   | 5825      |
| 5     | Віктор Грузенкін     | 5641      |
| 6     | Володимир Буряков    | 5621      |
| 7     | Юрій Куценко         | 5619      |
| 8     | Джон Кріст           | 5604      |
| 9     | Григорій Дегтярьов   | 5594      |
| 10    | Володимир Мастепанов | 5532      |
| 11    | Веслі Гербст         | 5523      |
| 12    | Денні Джексон        | 5381      |
| 13    | Аллен Гемлін         | 5358      |
| 14    | Джим Гавелл          | 5158      |
| 15    | Майк Гілл            | 4301      |
| —     | Стів Джекобс         | DNF       |

## Командний залік
За регламентом змагань, для визначення першості складались 6 найкращих результатів семиборців.
| СРСР   | США    |
| ------ | ------ |
| 34 622 | 32 927 |